# Südpazifische Insulaner in Australien

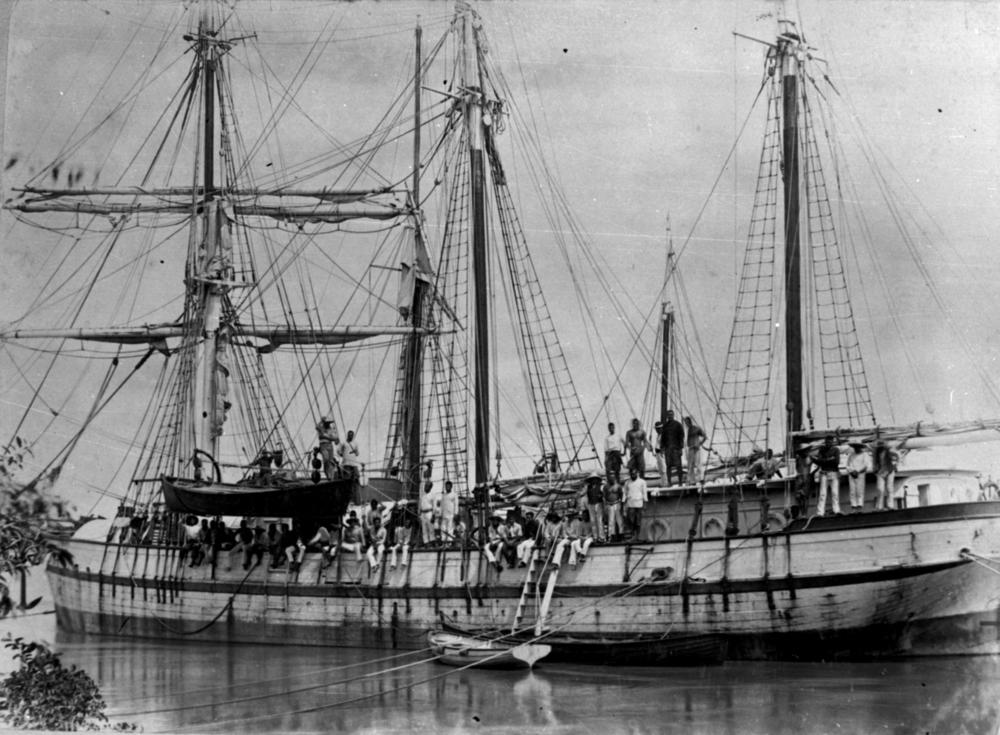
Ankunft eines Dreimasters in Bundaberg (Queensland) mit Kontraktarbeitern an Bord

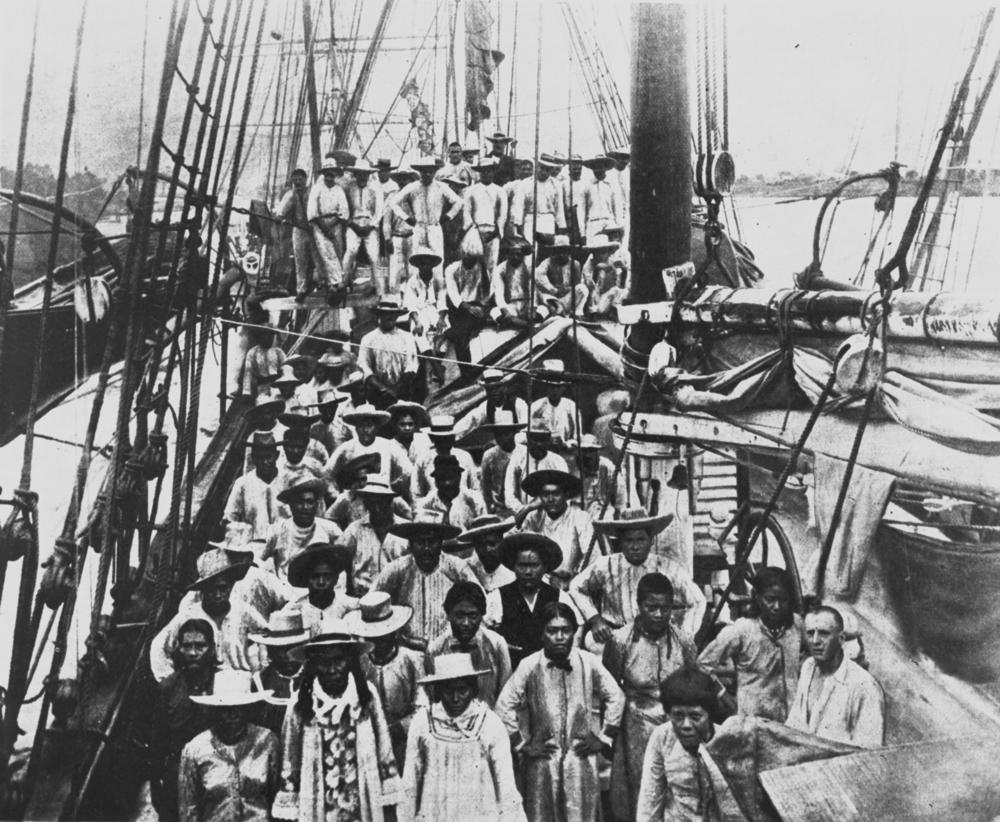
Arbeitsverpflichtete an Deck eines Schiffes, Bundaberg 1895

Südpazifische Insulaner in Australien sind die Nachkommen von 64.000 Insulanern zumeist melanesischer Abstammung, die zwischen 1863 und 1906 zu Indentured Labour (deutsch Kontraktarbeit, Arbeitsverpflichtung) von über 80 Inseln des Südpazifik rekrutiert wurden, vorwiegend auf Zuckerrohr-, Baumwoll- oder Ananasplantagen in Queensland, einer Britischen Kolonie und späterem Bundesstaat Australiens.
Mit der Ankunft von 11.500 innerhalb von zwölf Monaten erreichte die Einfuhr nach Queensland im Jahr 1883 ihren Höhepunkt. Die meisten der „Kanakas“ (nach dem hawaiischen Wort für Mann) waren Jungen und junge Männer, Frauen und Mädchen nur in geringerem Maße. 15 bis 20 Prozent der anfänglichen Diaspora in Queensland war von blackbirding betroffen, der Rekrutierung unter Anwendung von Täuschung und Gewalt. Ihre Lebensbedingungen und Entlohnung waren schlecht. Unter den Kontraktarbeitern herrschte eine hohe Sterblichkeitsrate.
Mit dem Pacific Islanders’ Fund sollten ausstehende Löhne und Rücktransporte der Insulaner finanziert werden. Die australische Regierung veruntreute von insulanischen Familien in 85 Prozent der betroffenen Fälle Mittel im Wert von etwa 25 Millionen Euro (2013) und finanzierte damit sowohl weite Teile des Verwaltungsapparats um das System indentured labour herum als auch die Repatriierung der Insulaner im Zuge ihrer White Australia Policy. Die Deportationen fanden 1906 ihren Abschluss, nur wenige verblieben in Australien.
In den 1970er Jahren wurden die Nachkommen der südpazifischen Insulaner in Australien politisch aktiv und erreichten 1994 ihre Anerkennung als nationale Minderheit. 2013 gehörten etwa 40.000 Personen der Volksgruppe an, die am Rande der australischen Gesellschaft besteht. Ihre Vertreter hoffen auf eine Entschuldigung der australischen Regierung und erwarten Kompensation für erlittenes Unrecht. Sie werden in dieser Ansicht von den Regierungen der Salomonen und Vanuatus unterstützt. Australien kam diesem Wunsch bisher nicht nach.
Viele südpazifische Insulaner spielen in den australischen Rugby-Ligen.

## Geschichte

### Anfänge in Queensland

Routen der Arbeiterrekrutierung, ausgehend von Fidschi und Queensland, ca. 1860 – ca. 1910

Etwa 64.000 südpazifische Insulaner kamen zwischen 1863 und 1906 durch das System der indentured labour als Arbeitsverpflichtete zur Kontraktarbeit nach Australien, zumeist nach Queensland, einer britischen Kolonie, die 1901 im Staatenbund des Commonwealth of Australia aufging. Insgesamt wurden Arbeitskräfte von über 80 Inseln rekrutiert, so von den Neuen Hebriden, den Salomonen und in geringerem Maße von Neukaledonien, Papua New Guinea, Kiribati und Tuvalu. 95 Prozent waren Männer und Jungen im Alter von neun bis 30 Jahren, Frauen und Mädchen kamen nur in geringerem Masse. Die Arbeiter wurden in der australischen Umgangssprache als Kanakas bezeichnet, nach dem hawaiischen Wort für Mann.
Etwa 10–15 Prozent der hierher rekrutierten Pazifischen Insulaner waren blackbirded und gerieten so oftmals durch Täuschung und Gewalt unfreiwillig in der Sklaverei ähnelnde Verhältnisse. Die Australian Human Rights Commission nimmt an, dass ein Drittel gekidnappt oder durch Betrügerei nach Australien gelockt wurde. In diesem System, das in seiner Gänze ausbeuterisch motiviert war, lebten die Betroffenen unter sklavenähnlichen und rassenverachtenden Bedingungen.
Die später verabschiedeten Gesetze wie der Polynesian Laborers Act (1868) oder der Pacific Island Labourers Act (1880) regulierten den Arbeitshandel in Queensland im Rahmen der indentured labour, wobei Arbeitswillige dreijährige Verträge erhielten. Zum Ende ihrer Verträge verließen die meisten Insulaner Australien.

### Arbeitsbedingungen

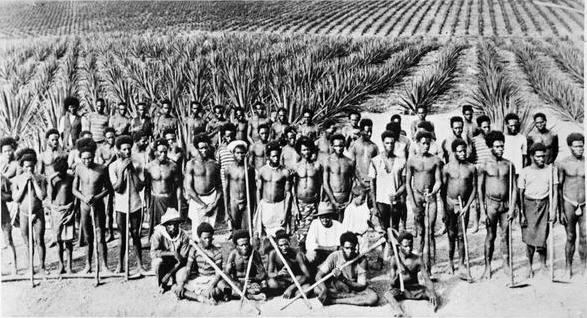
Südpazifische Insulaner als Arbeiter auf einer Ananasplantage in Queensland, in den 1890er Jahren

Die von den Arbeitgebern ausgegebene Nahrung war von niedriger Qualität, wie auch die Kleidung und die Decken zum Schutz gegen Temperaturen um den Gefrierpunkt, die im australischen Winter nicht ungewöhnlich sind. So verstarben etwa 30 Prozent der Arbeitsverpflichteten auch wegen mangelnder Immunität gegen gewöhnliche Krankheiten schon vor Vertragsende.
Die Entlohnung der Kontraktarbeiter lag bei £6 pro Jahr, was 2014 etwa 685 Euro entsprochen hätte. Die weissaustralische Bevölkerung nahm die südpazifischen Insulaner als unerwünschte Konkurrenz und als eine Bedrohung für die eigene Beschäftigung auf dem Markt für ungelernte Arbeitskräfte wahr und stigmatisierte sie zunehmend. Die Gewerkschaften kämpften zwar für die Rechte der Arbeitnehmer, jedoch war es Kontraktarbeitern aus der Südsee verboten, sich zu ihrer Vertretung als Gruppe zu organisieren. Sie besaßen kein Streikrecht und es war ihnen untersagt, ihre Arbeitsstelle zu verlassen. Arbeitern, die ihren Arbeitsplatz ohne Genehmigung verließen oder gar aus dem Arbeitsverhältnis flüchteten, drohte eine Haftstrafe von drei Monaten.
In der Literatur findet sich breite Zustimmung darüber, dass Australiens Zuckerindustrie „auf dem Rücken“ der südpazifischen Insulaner aufgebaut wurde. Um die Jahrhundertwende bestanden in Queensland circa 2600 Zuckerrohrplantagen, deren Ausdehnung sich in den 1890er Jahren etwa verdoppelt hatte.

### Deportationen im Zuge derWhite Australia Policyab 1901

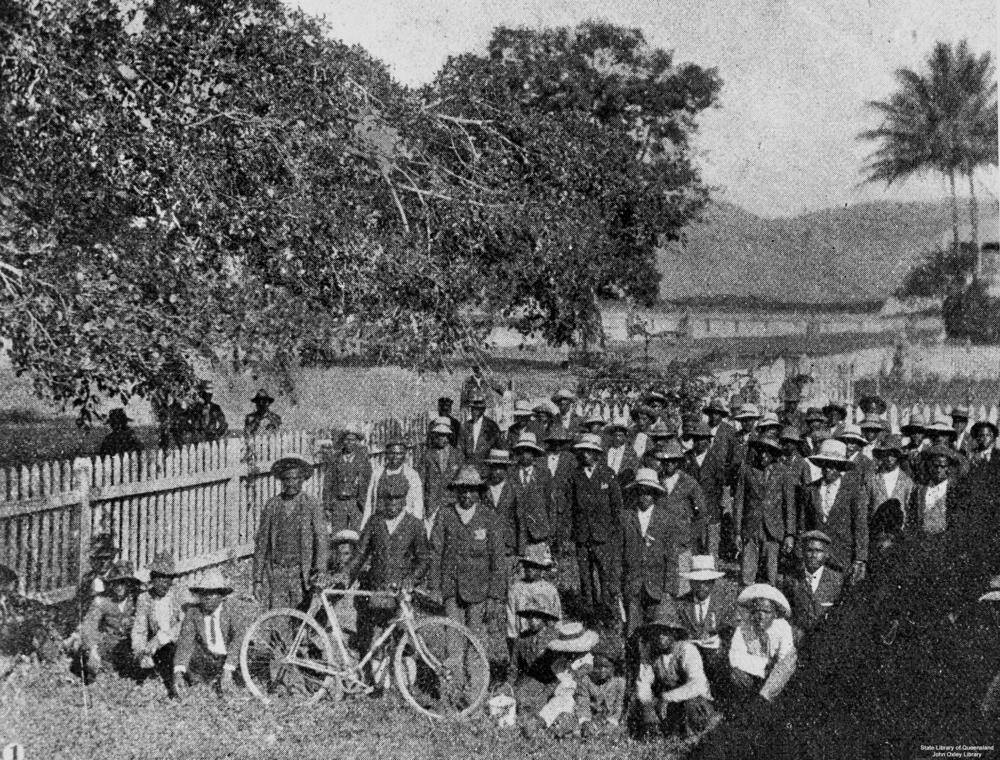
Deportation von südpazifischen Insulanern. Diese Gruppe trat vor ihrer Abreise zur medizinischen Untersuchung an, Cairns 1906.

Das Commonwealth of Australia konstituierte sich 1901. Mit ihrer White Australia Policy (deutsch Politik des Weißen Australien) erließ die neue Bundesregierung als eines ihrer ersten Gesetze den Immigration Restriction Act of Australia, der im Grunde alle nicht aus Europa stammende Immigration beendete, da nun Kenntnisse in europäischen Sprachen ein Genehmigungskriterium für Einwanderung darstellten. In Folge des Pacific Island Labourers Act (1901) vom 23. Dezember des Jahres repartierte die Administration ab 1904 bis zum 31. Dezember 1906 etwa 7.500 Insulaner in ihre Heimat. Lediglich circa 1.600 durften in Queensland verbleiben, etwa 1.000 entkamen in das umliegende Buschland.
Die südpazifischen Insulaner sind die einzige Bevölkerungsgruppe in der Geschichte Australiens, die Massendeportationen ausgesetzt war. Ihre verbleibenden Angehörigen hatten im 20. Jahrhundert nach wie vor unter Rassendiskriminierung zu leiden und lebten oft am Rande der Gesellschaft. Vielfach wurde ihnen die Staatsbürgerschaft vorenthalten und der Erwerb von Alkohol untersagt.

### Pacific Islanders’ Fund

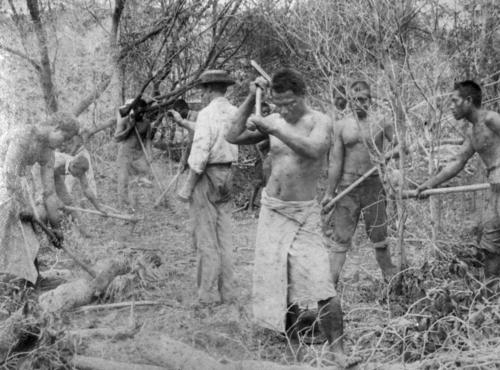
Südpazifische Insulaner bei Räum- und Rodungsarbeiten, Yeppoon in Queensland, 1895

Zwischen 1885 und den 1900er Jahren unterhielt die Regierung Queenslands einen Pacific Islanders’ Fund, der die Finanzierung der Rückreise der Arbeitsverpflichteten sowie die Auszahlung ausstehender Löhne verstorbener Insulaner an deren Familien sicherstellen sollte. Aufgrund der hohen Sterberate von 30 Prozent sammelten sich in dem Fonds erhebliche Summen an. Es gibt Hinweise darauf, dass die Regierung Queenslands in nur etwa 15 Prozent. der Fälle die vollen Löhne an die Familien der Verstorbenen ausgezahlt und die verbleibenden Gelder zur teilweisen Finanzierung des Verwaltungsapparates um das System indentured labour herum veruntreut hatte. 1901 übergab Queensland die verbliebenen finanziellen Mittel an die Commonwealth-Regierung, die ihrerseits damit Teile der Kosten für die Deportation der Insulaner abdeckte. Schätzungen des aktuellen Werts der veruntreuten Gelder beliefen sich 2013 auf 38 Millionen Australische Dollar, die in diesem Jahr etwa 24,7 Millionen Euro entsprachen.

### Politischer Aufbruch in den 1970er Jahren

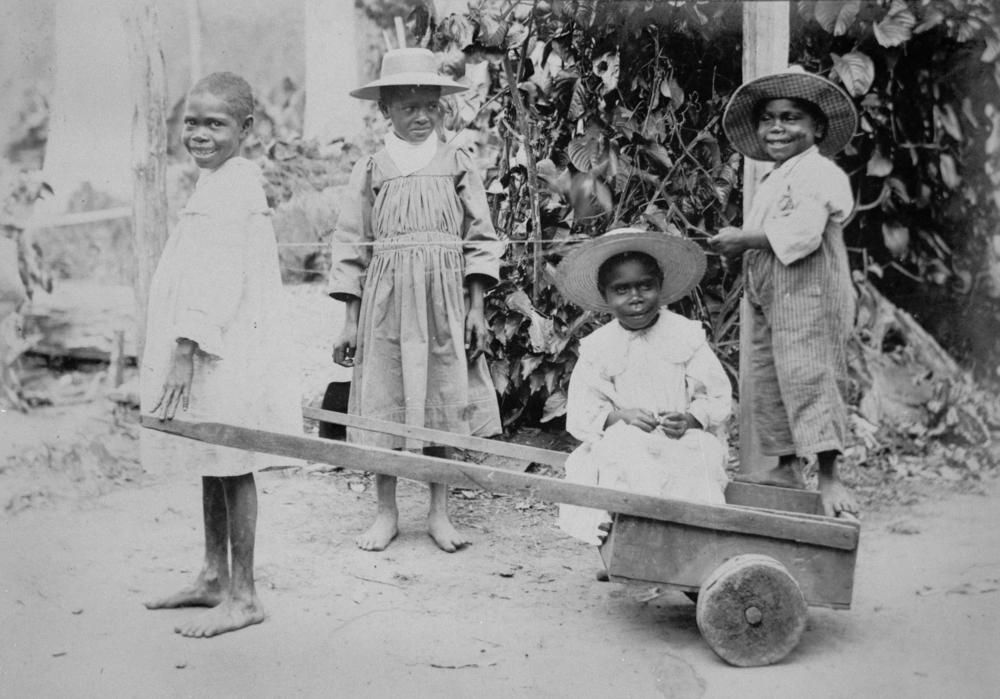
Insulanerkinder in Innisfail (Queensland), zwischen 1902 und 1905

Ab den 1970er Jahren wurde innerhalb der Gemeinde der Australian South Sea Islanders der „Ruf nach Anerkennung“ (the call for recognition) als benachteiligte ethnische Identität durch die australische Bundesregierung laut. 1975 konstituierte sich das Australian South Sea Islanders Secretariat (ASSIS) mit Sitz in Brisbane zur Vertretung ihrer Interessen. Die Politikerin Faith Bandler setzte sich mit ihrer Lobbyarbeit bei staatlichen und bundesstaatlichen Regierungsvertretern für angemessene Anerkennung und Unterstützung der australischen südpazifischen Insulaner ein. ASSIS erhielt ab 1992 Unterstützung von der Human Rights and Equal Opportunity Commission (HREOC, Kommission für Menschenrechte und Chancengleichheit). Der Bericht der HREOC forderte die Commonwealth-Regierung auf, die Gemeinschaft als unikale und durch Rassendiskriminierung stark benachteiligte ethnische Minderheit Australiens anzuerkennen.

### Anerkennung als nationale Minderheit 1994
Die bundesstaatliche Anerkennung der australischen südpazifischen Insulaner als eigenständige und von Aborigines und Torres Strait Islandern ethnisch abgegrenzte Volksgruppe fand 1994 statt, welcher die Regierung des Bundesstaats Queensland unter Premierminister Peter Beattie im Jahr 2000 folgte. Jedoch verlor die Initiative durch die Amtsabtritte des australischen Premierministers Paul Keating und des Premierministers von New South Wales Bob Carr ihre Triebkraft, wodurch die Gemeinschaft der australischen Südseeinsulaner wie auch die Aborigines und Torres Strait Islanders weiterhin eine sozial benachteiligte Randgruppe darstellen. Ein im Jahr 2000 erarbeiteter Aktionsplan umriss die Beziehungen der Bundesregierung zu den australischen Insulanern.

### Südpazifische Saisonarbeiter im neuen Jahrtausend

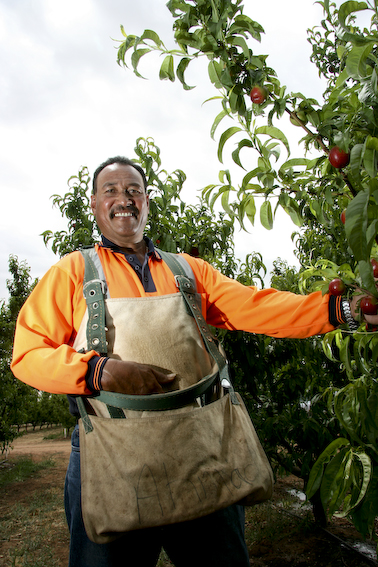
Südpazifischer Saisonarbeiter beim Ernteeinsatz in Australien, 2007

In der parlamentarischen Anfrage zu den Beziehungen Australiens in seiner Region erhielt der Senatsausschuss für Auswärtige Angelegenheiten, Verteidigung und Handel 2003 zahlreiche Eingaben mit Vorschlägen für Regelungen der Kontraktarbeit aus dem pazifischen Raum und empfahl ein Pilotprogramm. Auf dem Pacific Islands Forum in Port Moresby stand 2005 das Gastarbeiterprogramm im Mittelpunkt, das die Vereinigung der australischen Landwirte als Mittel zur Bekämpfung des ländlichen Arbeitskräftemangels sah. 2008 startete die australische Regierung ein Saisonarbeiterprogramm (Seasonal Workers Program, SWP), das durch die Rekrutierung von Arbeitskräften aus Timor-Leste, Kiribati, Nauru, Papua-Neuguinea, Samoa, die Salomonen, Tonga, Tuvalu und Vanuatu den saisonalen Arbeitskräftemangel im Gartenbausektor ausgleichen soll und seither in der Hotel-, Aquakultur-, Baumwoll- und Zuckerrohrindustrie erprobt wird.

### Ausbleibende Entschuldigung auch nach 150Jahren
2013 jährte sich die Ankunft der ersten blackbirded Insulaner zur Arbeitsverpflichtung in Australien zum 150. Mal. Einige von ihnen lebten zu diesem Zeitpunkt hier bereits in der sechsten Generation. Zu diesem Anlass wurden Festakte und das Wantok-Forum in der State Library of Queensland in Brisbane abgehalten, auf dem Stammesälteste aus Queensland und führende Melanesen eine formelle Entschuldigung der Regierung Australiens für die Praxis des blackbirding und Kompensation für die veruntreuten Gelder forderten. Der Premierminister der Salomonen, Gordon Darcy Lilo, stimmte in diese Forderung ein, die auch vom Land- und Premierminister Vanuatus, Moana Carcasses Kalosil, unterstützt wurde. Australien ist jedoch diesem Wunsch bisher nicht gefolgt. Bonita Mabo, die Witwe des indigenen Aktivisten Eddie Mabo, gehört zu den Wortführern der Südpazifischen Insulaner.

## Bevölkerungsentwicklung
Ein Zensus der südpazifischen Insulaner in Australien von 1992 zählte zwischen 10.000 und 12.000 Angehörige der ethnischen Gemeinschaft, deren Mehrheit von 80 Prozent nach wie vor in Queensland lebte. In der Volkszählung von 2001 bekannten sich nur 3.442 Personen zu ihrer südseeinsulanischen Abstammung, da viele aufgrund interethnischer Beziehungen auch auf Vorfahren aus den Reihen der Torres Straight Islanders und/oder der Aborigines zurückblicken können. Etwa die Hälfte der Befragten gab an, auch von aboriginaler Abstammung zu sein.
Die Population der Nachkommen der Insulaner in Australien erreichte 2009 eine Zahl von 25.000; Angaben von 2013 beliefen sich auf über 30.000 bis zu etwa 40.000.

## Sport

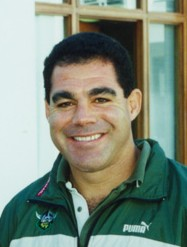
Mal Meninga (* 1960), ehemaliger Rugby-League-Spieler und Trainer des Queensland State of Origin-Teams, entstammt der Diaspora der südpazifischen Insulaner. Die Aufnahme entstand 2001.

Studien von 2013 ermittelten die wachsende Bedeutung von Pazifikinsulanern in beiden Rugby Codes Australiens, so stellt die Bevölkerungsgruppe beispielsweise im Westen Sydneys 50 Prozent der Nachwuchsspieler. Hierbei handelt es sich sowohl um neue Immigranten als auch Nachkommen der zweiten oder dritten Generation in Australien. Peter Horton von der James Cook University sah in den „einer Ernte anmutenden“ Rekrutierungen dieser Spieler „Parallelen zum blackbirding“.
Bekannte australische Rugbyspieler mit südseeinsulanischem Hintergrund sind beispielsweise Mal Meninga, Sam Backo, Gorden Tallis und Wendell Seemann.

## Persönlichkeiten
- Bob Bellear (* 1944, † 15. März 2005), erster indigener australischer Richter